# Bahamas aux Jeux olympiques
 (mai 2021).
Si vous disposez d'ouvrages ou d'articles de référence ou si vous connaissez des sites web de qualité traitant du thème abordé ici, merci de compléter l'article en donnant les références utiles à sa vérifiabilité et en les liant à la section « Notes et références ».
Les Bahamas ont participé pour la première fois aux Jeux olympiques en 1952 et ont participé à chaque olympiade d'été depuis sauf pour les Jeux olympiques d'été de 1980. Les Bahamas n'ont jamais participé aux Jeux olympiques d'hiver. Le comité olympique bahaméen existe depuis 1952.

## Histoire
En 1956, à Melbourne, lors des deuxièmes Jeux olympiques auxquels participent les Bahamas, les skippers Durward Knowles et Sloan Farrington rapportent une médaille de bronze dans la catégorie Star, la première médaille olympique des Bahamas. Huit ans après, aux Jeux olympiques d'été de 1964, Durward Knowles et Cecil Cooke deviennent les tout premiers champions olympiques des Bahamas, toujours en voile dans la catégorie Star. 
Lors des Jeux olympiques d'été de 1992, après plus de 28 ans d'attente, les Bahamas renouent avec un podium olympique grâce à Frank Rutherford, qui après un triple saut de 17,36 m, s'adjuge le bronze. Quatre ans après, lors des Jeux olympiques d'été de 1996, le 4x100 m de Eldece Clarke-Lewis, Chandra Sturrup, Sevatheda Fynes, Pauline Davis-Thompson et Debbie Ferguson-McKenzie (cette dernière n'a participé qu'aux séries) remporte la médaille d'argent, avec un temps de 42 s 14, la première de l'histoire des Bahamas. Ces dernières deviennent par la même occasion les premières athlètes bahaméennes médaillées aux Jeux olympiques. 
Les Jeux olympiques d'été de 2000 sont, avec 3 médailles dont deux en or, les plus prolifiques en termes de médailles pour les Bahamas. Le 4x400 mètre homme avec Avard Moncur, Troy McIntosh, Carl Oliver et Chris Brown rapporte d'abord une médaille de bronze, grâce à un temps de 2 min 59 s 23. Ensuite, Pauline Davis-Thompson remporte l'or sur 200m avec un temps 22 s 27, puis conquiert une deuxième titre en compagnie de Sevatheda Fynes, Chandra Sturrup, Debbie Ferguson-McKenzie et Eldece Lewis (cette dernière n'a participé qu'aux séries). Pauline Davis-Thompson devient la première athlète double championne olympique des Bahamas et triple médaillée olympique. 
En 2004, Debbie Ferguson-McKenzie remporte le bronze sur 200 m, tandis que Tonique Williams-Darling est sacrée championne olympique sur 400 m en 49 s 41, offrant aux Bahamas la quatrième médaille d'or de son histoire. Lors des Jeux olympiques d'été de 2008, les hommes renouent avec les podiums olympiques avec la médaille d'argent du 4x400 m remportée par Andretti Bain, Michael Mathieu, Andrae Williams et Chris Brown et la médaille de bronze de Leevan Sands en triple saut. 
Pour les Jeux olympiques d'été de 2012, les Bahamas repartent avec une seule médaille dans leur valise, la première médaille d'or masculine de l'histoire de l'athlétisme bahaméen, sur 4x400 m avec Chris Brown, Demetrius Pinder, Michael Mathieu et Ramon Miller. À la même occasion, Chris Brown devient l'athlète masculin le plus médaillé aux Jeux olympiques. 
Aux Jeux olympiques d'été de 2016, le 4x400 m homme se maintient sur le podium, grâce à Chris Brown, Alonzo Russell, Michael Mathieu et Steven Gardiner, qui décrochent la médaille de bronze. Du côté des femmes, Shaunae Miller-Uibo devient championne olympique sur 400 mètres avec un temps de 49 s 44. Elle rapporte ainsi du Brésil la sixième médaille d'or et la treizième médaille olympique de l'histoire des Bahamas.

## Tokyo 2020
Pour les Jeux olympiques d'été de Tokyo 2020, décalés d'un an à cause des restrictions sanitaires liées à l'épidémie de COVID-19, les Bahamas envoient 16 athlètes dans deux sports (athlétisme et natation). Le porte-drapeau désigné est le sauteur en hauteur Donald Thomas. La délégation bahaméenne peut compter sur Shaunae Miller-Uibo, championne olympique en titre sur 400 m, Steven Gardiner, champion du monde en titre sur la même distance et Tynia Gaither qui a atteint la finale du 200m au dernier championnat du monde. Malgré seulement 16 athlètes, les Bahamas gagnent deux médailles d'or sur 400m avec Steven Gardiner chez les hommes et Shaunae Miller-UIbo chez les dames. 

## Autorité de tutelle
Le comité olympique des Bahamas a été fondé en 1952. Il est reconnu par le Comité international olympique depuis cette même année.

## Tableau des médailles

### Par année
C'est aux Jeux de 2000 à Sydney que la moisson fut la meilleure avec 3 médailles, dont deux en or et une en bronze. La discipline qui a rapporté le plus de médailles et l'athlétisme avec 14 médailles dont 7 en or, 2 en argent et 5 en bronze.
| Année | Médaille d'or, Jeux olympiques | Médaille d'argent, Jeux olympiques | Médaille de bronze, Jeux olympiques | Total | Rang |
| 1952  | 0                              | 0                                  | 0                                   | 0     | n.c  |
| 1956  | 0                              | 0                                  | 1                                   | 1     | 35e  |
| 1960  | 0                              | 0                                  | 0                                   | 0     | n.c  |
| 1964  | 1                              | 0                                  | 0                                   | 1     | 24e  |
| 1968  | 0                              | 0                                  | 0                                   | 0     | n.c  |
| 1972  | 0                              | 0                                  | 0                                   | 0     | n.c  |
| 1976  | 0                              | 0                                  | 0                                   | 0     | n.c  |
| 1984  | 0                              | 0                                  | 0                                   | 0     | n.c  |
| 1988  | 0                              | 0                                  | 0                                   | 0     | n.c  |
| 1992  | 0                              | 0                                  | 1                                   | 1     | 54e  |
| 1996  | 0                              | 1                                  | 0                                   | 1     | 61e  |
| 2000  | 2                              | 0                                  | 1                                   | 3     | 34e  |
| 2004  | 1                              | 0                                  | 1                                   | 2     | 52e  |
| 2008  | 0                              | 1                                  | 1                                   | 2     | 64e  |
| 2012  | 1                              | 0                                  | 0                                   | 1     | 50e  |
| 2016  | 1                              | 0                                  | 1                                   | 2     | 50e  |
| 2020  | 2                              | 0                                  | 0                                   | 2     | 42e  |
| Total | 8                              | 2                                  | 6                                   | 16    | 62e  |

### Médailles par sport
| Place | Sport      | Médaille d'or, Jeux olympiques | Médaille d'argent, Jeux olympiques | Médaille de bronze, Jeux olympiques | Total |
| 1     | Athlétisme | 7                              | 2                                  | 5                                   | 12    |
| 2     | Voile      | 1                              | 0                                  | 1                                   | 2     |
| Total |            | 8                              | 2                                  | 6                                   | 16    |